# Colombiana
Colombiana – francuski film sensacyjny z 2011 roku w reżyserii Oliviera Megatona. Zdjęcia kręcono w Chicago, Nowym Orleanie i mieście Meksyk.
Światowa premiera filmu miała miejsce 27 lipca 2011 roku. Na ekrany polskich kin obraz wszedł 2 września 2011 roku.

## Opis fabuły
Cataleya (Zoe Saldaña) jest świetnie wyszkoloną płatną zabójczynią. Potrafi zmylić każdy pościg i jest mistrzynią kamuflażu. Nawet kochanek nie zna jej prawdziwej tożsamości. Kobieta ma tylko jeden cel. Chce wytropić i zabić wszystkie osoby, które przyczyniły się do śmierci jej rodziców.

## Obsada
- Zoe Saldaña jako Cataleya Restrepo
  - Amandla Stenberg jako młoda Cataleya
- Michael Vartan jako Danny Delaney
- Cliff Curtis jako Emilio Restrepo
- Lennie James jako agent specjalny James Ross
- Callum Blue jako Steve Richard
- Beto Benites jako Don Luis Sandoval
- Jordi Mollà jako Marco
- Graham McTavish jako szeryf Warren